# 市原市立菊間中学校
市原市立菊間中学校（いちはらしりつ きくまちゅうがっこう）は、千葉県市原市菊間にある公立中学校。文部科学省学校コードはC112210002084、旧学校調査番号は123902で、教育開発出版所属中学校コードは120193。通称は菊中（きくちゅう）。

## 概要
市原市北西部の市原地区に位置する。市原市で最も北にある中学校である。学校教育法が施行された1947年（昭和22年）に開校した市原市内では最も古い中学校の一つとなっている。

## 沿革

### 概歴
学校教育法が施行された1947年（昭和22年）に菊間村立菊間中学校（きくまそんりつきくまちゅうがっこう）として開校した。1955年（昭和30年）には菊間村と八幡町が合併して市原町となったため、市原町立菊間中学校（いちはらちょうりつきくまちゅうがっこう）と改称し、さらに1963年（昭和38年）には、市原郡5町の合併により市原市の市制が施行され、市原市立菊間中学校と改称している。1976年にはより千葉市に近い現所在地の菊間1850番地へ移転した。1992年（平成4年）には、ニュータウン開発によって人口が増加した千原台を通学区域とした市原市立ちはら台南中学校を分離し、現在に至る。

### 年表
- 1947年（昭和22年）4月1日 - 菊間村立菊間中学校開校[2]。
- 1955年（昭和30年）3月31日 - 市原町立菊間中学校に改称。
- 1963年（昭和38年）5月1日 - 市原市立菊間中学校に改称。
- 1976年（昭和51年）4月1日 - 菊間1850番地に移転[2]。
- 1978年（昭和53年） - 現在地に体育館完成。
- 1984年（昭和59年） - 増築校舎完成。
- 1992年（平成4年）4月1日 - 市原市立ちはら台南中学校分離。

## 校則

### 校章
「中」という文字の周りに菊の花と葉が描かれたデザインとなっている。

### 制服
市原市市制施行時に存在していた中学校で統一デザインの制服となっている。該当校から分離した中学校においても同一のデザインの制服となっている場合もある。以下詳細である。
- 冬服
  - 男子：詰襟学生服（カラー付）
  - 女子：白3本ラインのセーラー服（吊りスカート）、入学年度ごとに指定された赤・白・青の何れかの色のスカーフ
- 夏服
  - 男子：白いYシャツ、「Kikuma」の文字が入った黒のスラックス
  - 女子：白のブラウス、吊りスカート、入学年度ごとに指定された赤、水色、青の何れかの色の細いリボン

姉崎中学校・姉崎東中学校・有秋中学校・双葉中学校・千種中学校・市東中学校・市原中学校・東海中学校・三和中学校の制服とは、校章以外でほとんど見分けがつかない。八幡中学校も2023年度実施の制服変更前は同じデザインであった。

### 制定ジャージ
紺色を基調に襟と脇に橙色のラインが入ったデザインとなっている。

## 施設

### 敷地
敷地の詳細は以下の通りである。
- 所在地：〒290-0007　千葉県市原市菊間1850番地
- 所有者：市原市
- 敷地面積：34,743m2
- 用途地域：指定なし
- 指定建蔽率：60%
- 指定容積率：100%
- 取得価格：928,080,000円

### 建物
敷地内の建物は以下の通りである。
| 棟番号 | 棟名称         | 構造 | 階数        | 延床面積   | 建築年 | 耐震情報 | 備考 |
| ------ | -------------- | ---- | ----------- | ---------- | ------ | -------- | ---- |
| 001    | 校舎-1         | RC造 | 地上3階建て | 2,959.00m2 | 1978年 | IS値0.71 |      |
| 002    | 校舎-3         | RC造 | 地上4階建て | 1,227.00m2 | 1983年 | 新耐震   |      |
| 003    | 体育館         | RC造 | 地上1階建て | 1,004.00m2 | 1979年 | IS値1.35 |      |
| 004    | 武道場         | RC造 | 地上1階建て | 671.00m2   | 1989年 | 新耐震   |      |
| 005    | 校舎-2         | S造  | 地上1階建て | 156.00m2   | 1978年 | -        |      |
| 006    | 倉庫・物置     | S造  | 地上1階建て | 74.00m2    | 1978年 | -        |      |
| 007    | 脱衣室・更衣室 | 木造 | 地上1階建て | 62.00m2    | 1978年 | -        |      |
| 008    | 脱衣室・更衣室 | 木造 | 地上1階建て | 50.00m2    | 1990年 | -        |      |
| 009    | 倉庫・物置     | 木造 | 地上1階建て | 37.00m2    | 1978年 | -        |      |
| 010    | 倉庫・物置     | 木造 | 地上1階建て | 26.00m2    | 1979年 | -        |      |
| 011    | 倉庫・物置     | 木造 | 地上1階建て | 23.00m2    | 1985年 | -        |      |
| 012    | 脱衣室・更衣室 | S造  | 地上1階建て | 7.00m2     | 1978年 | -        |      |

## 規模
2022年（令和4年）4月1日現在の生徒数は111名、普通学級数は5となっている。

## 年間行事
- 10月 - 菊中祭[4]

## 通学区域
以下の町丁字とその範囲を通学区域として指定している。
- 古市場の全域
- 菊間の一部
- 草刈の全域
- 大厩の一部
- 若宮の一部
- 茂呂町の全域
- 中西町の全域

## 小学校区
- 市原市立菊間小学校

## 隣接中学校区
- 市原市立八幡中学校
- 市原市立八幡東中学校
- 市原市立辰巳台中学校
- 市原市立湿津中学校
- 市原市立ちはら台西中学校